# Alexandr Ptushko
Alexándr Lukítch Ptúshko (em russo:  Алекса́ндр Луки́ч Пту́шко) (Luhansk, 19 de Abril de 1900 - Moscovo, 6 de Março de 1973) foi um diretor de filmes soviético.